# 대한민국의 국토교통부 차관
국토교통부 차관(國土交通部 次官)은 장관을 보좌하는 직위로, 정무직공무원으로 보한다.

## 임명
- 국토교통부 차관은 대통령이 임명한다.

## 역할
- 국토교통부 차관은 장관을 보좌하여 소관사무를 처리하고 소속공무원을 지휘·감독하며, 장관이 사고로 직무를 수행할 수 없으면 제1차관, 제2차관의 순으로 그 직무를 대행한다.

## 역대 차관

### 교통부 차관
| 정부        | 대수           | 이름                             | 임기                            | 비고     |
| ----------- | -------------- | -------------------------------- | ------------------------------- | -------- |
| 제1공화국   | 초대           | 강형섭(康亨燮)                   | 1948년 8월 15일~1949년 1월 14일 |          |
| 제1공화국   | 2대            | 나기호(羅基湖)                   | 1949년 1월 14일~1949년 8월 20일 |          |
| 제1공화국   | 3대            | 김석관(金錫寬)                   | 1949년 8월 20일~1950년 5월 9일  |          |
| 제1공화국   | 4대            | 김석명(金錫明)                   | 1950년 5월 31일~1953년 4월 24일 |          |
| 제1공화국   | 5대            | 이종림(李鍾林)                   | 1953년 4월 24일~1954년 2월 9일  |          |
| 제1공화국   | 6대            | 김윤기(金允基)                   | 1954년 2월 19일~1957년 5월 22일 |          |
| 제1공화국   | 7대            | 석상옥(石常玉)                   | 1957년 6월 24일~1958년 9월 16일 |          |
| 제1공화국   | 8대            | 송원영(宋元永)                   | 1958년 9월 16일~1960년 5월 2일  |          |
| 제1공화국   | 9대            | 안무경(安戊慶)                   | 1960년 5월 2일~1960년 9월 2일   |          |
| 제2공화국   | 10대           | 천세기(千世基)                   | 1960년 8월 1일~1961년 5월 1일   | 정무차관 |
| 제2공화국   | 10대           | 장덕용(張德鎔)                   | 1960년 9월 2일~1960년 9월 16일  | 사무차관 |
| 제2공화국   | 11대           | 정진동(鄭鎭東)                   | 1960년 9월 16일~1961년 6월 23일 | 사무차관 |
| 제2공화국   | 12대           | 박정구(朴禎龜)                   | 1961년 7월 14일~1962년 6월 21일 |          |
| 제2공화국   | 13대           | 김병식(金丙湜)                   | 1962년 6월 21일~1963년 5월 28일 |          |
| 제2공화국   | 14대           | 이창석(李昌錫)                   | 1963년 5월 23일~1964년 7월 15일 |          |
| 제3공화국   | 14대           | 이창석(李昌錫)                   | 1963년 5월 23일~1964년 7월 15일 |          |
| 15대        | 김태동(金泰東) | 1964년 7월 15일~1966년 9월 28일  |                                 |          |
| 16대        | 이용(李龍)     | 1966년 9월 28일~1970년 10월 21일 |                                 |          |
| 17대        | 이경호(李坰鎬) | 1970년 10월 21일~1971년 6월 12일 |                                 |          |
| 18대        | 이재철(李在澈) | 1971년 6월 12일~1976년 3월 11일  |                                 |          |
| 18대        | 이재철(李在澈) | 1971년 6월 12일~1976년 3월 11일  | 제4공화국                       |          |
| 19대        | 김완수(金完洙) | 1976년 3월 11일~1980년 7월 15일  |                                 |          |
| 20대        | 문명린(文明麟) | 1980년 7월 15일~1980년 12월 8일  |                                 |          |
| 21대        | 이웅수(李雄秀) | 1980년 12월 8일~1986년 1월 8일   |                                 |          |
| 21대        | 이웅수(李雄秀) | 1980년 12월 8일~1986년 1월 8일   | 제5공화국                       |          |
| 22대        | 유흥수(柳興洙) | 1986년 1월 8일~1987년 1월 22일   |                                 |          |
| 23대        | 김창갑(金昌甲) | 1987년 1월 22일~1988년 3월 4일   |                                 |          |
| 노태우 정부 | 24대           | 조경식(曺京植)                   | 1988년 3월 5일~1989년 12월 1일  |          |
| 노태우 정부 | 25대           | 이재창(李在昌)                   | 1989년 12월 1일~1990년 6월 20일 |          |
| 노태우 정부 | 26대           | 장상현(張相鉉)                   | 1990년 6월 21일~1993년 3월 1일  |          |
| 김영삼 정부 | 27대           | 구본영(具本英)                   | 1993년 3월 1일~1994년 12월 23일 |          |

### 부흥부 차관
| 정부        | 대수 | 이름           | 임기                            | 비고     |
| ----------- | ---- | -------------- | ------------------------------- | -------- |
| 제 1 공화국 | 초대 | 오영재(吳永在) | 1955년 2월 19일~1956년 6월 7일  |          |
| 제 1 공화국 | 2대  | 김치영(金致榮) | 1956년 6월 7일~1957년 6월 19일  |          |
| 제 1 공화국 | 3대  | 신현확(申鉉碻) | 1957년 6월 20일~1959년 3월 30일 |          |
| 제 1 공화국 | 4대  | 정영기(鄭英基) | 1959년 3월 31일~1960년 5월 12일 |          |
| 제 1 공화국 | 5대  | 유창순(劉彰順) | 1960년 5월 13일~1960년 8월 23일 |          |
| 제 2 공화국 | 6대  | 태완선(太完善) | 1960년 8월 23일~1961년 1월 30일 | 정무차관 |
| 제 2 공화국 | 6대  | 차균희(車均禧) | 1960년 8월 30일~1961년 1월 30일 | 사무차관 |
| 제 2 공화국 | 7대  | 김준태(金濬泰) | 1961년 1월 30일~1961년 5월 20일 | 정무차관 |
| 제 2 공화국 | 7대  | 차균희(車均禧) | 1961년 1월 30일~1961년 5월 20일 | 사무차관 |

### 건설부 차관
| 정부        | 대수 | 이름           | 임기                            | 비고 |
| ----------- | ---- | -------------- | ------------------------------- | ---- |
| 제 2 공화국 | 초대 | 차균희(車均禧) | 1961년 5월 20일~1961년 7월 22일 |      |

### 국토건설청 차장
| 정부        | 대수 | 이름           | 임기                            | 비고 |
| ----------- | ---- | -------------- | ------------------------------- | ---- |
| 제 2 공화국 | 초대 | 안경모(安京模) | 1961년 7월 20일~1962년 6월 17일 |      |

### 건설부 차관
| 정부        | 대수           | 이름                             | 임기                            | 비고 |
| ----------- | -------------- | -------------------------------- | ------------------------------- | ---- |
| 제2공화국   | 초대           | 조성근(趙性瑾)                   | 1962년 6월 18일~1963년 3월 11일 |      |
| 제2공화국   | 2대            | 안경모(安京模)                   | 1963년 3월 19일~1964년 7월 9일  |      |
| 제3공화국   | 2대            | 안경모(安京模)                   | 1963년 3월 19일~1964년 7월 9일  |      |
| 3대         | 최종성(崔鍾聲) | 1964년 7월 9일~1969년 3월 14일   |                                 |      |
| 4대         | 김원기(金元基) | 1969년 3월 14일~1970년 10월 26일 |                                 |      |
| 5대         | 이재설(李載卨) | 1970년 10월 26일~1972년 1월 4일  |                                 |      |
| 6대         | 정재석(丁渽錫) | 1972년 1월 4일~1974년 10월 25일  |                                 |      |
| 6대         | 정재석(丁渽錫) | 1972년 1월 4일~1974년 10월 25일  | 제4공화국                       |      |
| 7대         | 김주남(金周南) | 1974년 10월 25일~1980년 1월 17일 |                                 |      |
| 8대         | 최석원(崔錫元) | 1980년 1월 17일~1980년 7월 9일   |                                 |      |
| 9대         | 이규효(李圭孝) | 1980년 7월 15일~1982년 5월 24일  |                                 |      |
| 9대         | 이규효(李圭孝) | 1980년 7월 15일~1982년 5월 24일  | 제5공화국                       |      |
| 10대        | 서상철(徐相喆) | 1982년 5월 24일~1982년 6월 24일  |                                 |      |
| 11대        | 이관영(李寬永) | 1982년 6월 26일~1986년 1월 13일  |                                 |      |
| 12대        | 이형구(李炯九) | 1986년 1월 13일~1988년 3월 3일   |                                 |      |
| 노태우 정부 | 13대           | 김한종(金漢鍾)                   | 1988년 3월 4일~1989년 7월 20일  |      |
| 노태우 정부 | 14대           | 이진설(李鎭卨)                   | 1989년 7월 20일~1990년 3월 19일 |      |
| 노태우 정부 | 15대           | 김대영(金大泳)                   | 1990년 3월 19일~1991년 2월 18일 |      |
| 노태우 정부 | 16대           | 이상룡(李相龍)                   | 1991년 2월 18일~1993년 3월 3일  |      |
| 김영삼 정부 | 17대           | 이건영(李建榮)                   | 1993년 3월 4일~1993년 9월 7일   |      |
| 김영삼 정부 | 18대           | 유상열(柳常悅)                   | 1993년 9월 7일~1994년 12월 23일 |      |

### 건설교통부 차관
| 정부        | 대수 | 이름           | 임기                             | 비고     |
| ----------- | ---- | -------------- | -------------------------------- | -------- |
| 김영삼 정부 | 초대 | 유상열(柳常悅) | 1994년 12월 24일~1997년 3월 6일  |          |
| 김영삼 정부 | 2대  | 김건호(金建鎬) | 1997년 3월 7일~1998년 3월 8일    |          |
| 김대중 정부 | 3대  | 손선규(孫善奎) | 1998년 3월 9일~1998년 9월 18일   |          |
| 김대중 정부 | 4대  | 최종찬(崔鍾璨) | 1998년 9월 19일~1999년 5월 25일  |          |
| 김대중 정부 | 5대  | 강윤모(康允模) | 1999년 5월 26일~2000년 8월 10일  |          |
| 김대중 정부 | 6대  | 강길부(姜吉夫) | 2000년 8월 11일~2001년 4월 1일   |          |
| 김대중 정부 | 7대  | 조우현(曺宇鉉) | 2001년 4월 2일~2002년 2월 4일    |          |
| 김대중 정부 | 8대  | 추병직(秋秉直) | 2002년 2월 5일~2003년 3월 2일    |          |
| 노무현 정부 | 9대  | 최재덕(崔在德) | 2003년 3월 3일~2004년 9월 2일    |          |
| 노무현 정부 | 10대 | 김세호(金世浩) | 2004년 9월 3일~2005년 5월 3일    |          |
| 노무현 정부 | 11대 | 김용덕(金容德) | 2005년 5월 26일~2006년 11월 27일 |          |
| 노무현 정부 | 12대 | 이춘희(李春熙) | 2006년 11월 27일~2008년 2월 29일 |          |
| 노무현 정부 | -    | 원인희(元仁喜) | 2008년 3월 1일~2008년 3월 2일    | 직무대리 |

### 행정자치부 차관

#### 행정자치부 차관
| 정부        | 대수 | 이름           | 임기                            | 비고 |
| ----------- | ---- | -------------- | ------------------------------- | ---- |
| 김대중 정부 | 초대 | 석영철(石泳哲) | 1998년 3월 9일~1999년 5월 25일  |      |
| 김대중 정부 | 2대  | 김흥래(金興來) | 1999년 5월 26일~2000년 1월 26일 |      |
| 김대중 정부 | 3대  | 김재영(金在榮) | 2000년 1월 27일~2001년 4월 1일  |      |
| 김대중 정부 | 4대  | 정영식(丁榮植) | 2001년 4월 2일~2002년 7월 18일  |      |
| 김대중 정부 | 5대  | 조영택(趙泳澤) | 2002년 7월 19일~2003년 3월 2일  |      |
| 노무현 정부 | 6대  | 김주현(金住炫) | 2003년 3월 3일~2004년 7월 19일  |      |
| 노무현 정부 | 7대  | 권오룡(權五龍) | 2004년 7월 20일~2005년 7월 22일 |      |

#### 행정자치부 제1차관
| 정부        | 대수 | 이름           | 임기                           | 비고 |
| ----------- | ---- | -------------- | ------------------------------ | ---- |
| 노무현 정부 | 8대  | 권오룡(權五龍) | 2005년 7월 22일~2006년 8월 9일 |      |
| 노무현 정부 | 9대  | 최양식(崔良植) | 2006년 8월 9일~2008년 2월 29일 |      |

#### 행정자치부 제2차관
| 정부        | 대수 | 이름           | 임기                            | 비고 |
| ----------- | ---- | -------------- | ------------------------------- | ---- |
| 노무현 정부 | 8대  | 문원경(文元京) | 2005년 7월 22일~2006년 1월 31일 |      |
| 노무현 정부 | 9대  | 장인태(張仁太) | 2006년 2월 1일~2007년 4월 19일  |      |
| 노무현 정부 | 10대 | 한범덕(韓凡悳) | 2007년 4월 20일~2008년 2월 5일  |      |

### 국토해양부 차관

#### 국토해양부 제1차관
| 정부        | 대수 | 이름           | 임기                            | 비고 |
| ----------- | ---- | -------------- | ------------------------------- | ---- |
| 이명박 정부 | 초대 | 권도엽(權度燁) | 2008년 3월 3일~2010년 8월 16일  |      |
| 이명박 정부 | 2대  | 정창수(鄭昌洙) | 2010년 8월 16일~2011년 5월 17일 |      |
| 이명박 정부 | 3대  | 한만희(韓晩喜) | 2011년 5월 18일~2013년 3월 13일 |      |

#### 국토해양부 제2차관
| 정부        | 대수 | 이름           | 임기                            | 비고 |
| ----------- | ---- | -------------- | ------------------------------- | ---- |
| 이명박 정부 | 초대 | 이재균(李在均) | 2008년 3월 3일~2009년 1월 20일  |      |
| 이명박 정부 | 2대  | 최장현(崔壯賢) | 2009년 1월 20일~2010년 8월 16일 |      |
| 이명박 정부 | 3대  | 김희국(金熙國) | 2010년 8월 16일~2012년 1월 8일  |      |
| 이명박 정부 | 4대  | 주성호(朱成晧) | 2012년 1월 8일~2013년 3월 13일  |      |

### 국토교통부 차관

#### 국토교통부 제1차관
| 정부        | 대수 | 이름           | 임기                               | 비고 |
| ----------- | ---- | -------------- | ---------------------------------- | ---- |
| 박근혜 정부 | 초대 | 박기풍(朴麒豊) | 2013년 3월 13일~2014년 2월 27일    |      |
| 박근혜 정부 | 2대  | 김경식(金景植) | 2014년 2월 27일~2015년 5월 25일    |      |
| 박근혜 정부 | 3대  | 김경환(金京煥) | 2015년 5월 26일~2017년 6월 9일     |      |
| 문재인 정부 | 4대  | 손병석(孫昞錫) | 2017년 6월 10일~2018년 12월 17일   |      |
| 문재인 정부 | 5대  | 박선호(朴善晧) | 2018년 12월 18일~2020년 11월 1일   |      |
| 문재인 정부 | 6대  | 윤성원(尹成元) | 2020년 11월 2일~2022년 5월 10일    |      |
| 윤석열 정부 | 7대  | 이원재(李元宰) | 2022년 5월 10일 ~ 2023년 7월 2일   |      |
| 윤석열 정부 | 8대  | 김오진(金梧珍) | 2023년 7월 3일 ~ 2023년 12월 27일  |      |
| 윤석열 정부 | 9대  | 진현환(陳玄煥) | 2023년 12월 28일 ~ 2025년 6월 28일 |      |
| 이재명 정부 | 10대 | 이상경(李尙暻) | 2025년 6월 29일 ~                  |      |

#### 국토교통부 제2차관
| 정부        | 대수 | 이름           | 임기                              | 비고     |
| ----------- | ---- | -------------- | --------------------------------- | -------- |
| 박근혜 정부 | 초대 | 여형구(呂泂九) | 2013년 3월 13일~2015년 10월 24일  |          |
| 박근혜 정부 | -    | 최정호(崔政浩) | 2015년 10월 25일~2015년 11월 26일 | 직무대리 |
| 박근혜 정부 | 2대  | 최정호(崔政浩) | 2015년 11월 27일~2017년 5월 30일  |          |
| 문재인 정부 | 3대  | 맹성규(孟聖奎) | 2017년 5월 31일~2018년 4월 2일    |          |
| 문재인 정부 | 4대  | 김정렬(金正烈) | 2018년 4월 3일~2019년 5월 23일    |          |
| 문재인 정부 | 5대  | 김경욱(金景旭) | 2019년 5월 23일~2019년 12월 20일  |          |
| 문재인 정부 | 6대  | 손명수(孫明秀) | 2020년 1월 16일~2021년 3월 26일   |          |
| 문재인 정부 | 7대  | 황성규(黃晟圭) | 2021년 3월 27일~2022년 5월 13일   |          |
| 윤석열 정부 | 8대  | 어명소(魚命昭) | 2022년 5월 13일~2023년 7월 2일    |          |
| 윤석열 정부 | 9대  | 백원국(白源國) | 2023년 7월 3일~2025년 7월 14일    |          |
| 이재명 정부 | 10대 | 강희업(姜熙業) | 2025년 7월 14일~                  |          |

## 같이 보기
- 국토교통부
- 국토교통부 장관